# Unie-acquis
Het Unie-acquis of acquis communautaire, gebruikelijke benaming gemeenschapsrecht, is het samenstel aan rechtsregels dat het recht van de Europese Unie vormt zoals dat opgebouwd is gedurende de decennia van haar bestaan en dat van haar voorlopers, de Europese Gemeenschappen. Het is het geheel van EU-verdragen, EU-verordeningen, richtlijnen, besluiten, aanbevelingen en adviezen, door de EU gesloten internationale verdragen en de jurisprudentie van het Hof van Justitie, het Gerecht en het Gerecht voor ambtenarenzaken van de Europese Unie.
De term omvat dus ook alle afspraken, verordeningen en verdragen van de lidstaten verenigd in de Europese Gemeenschappen (Frans: Communauté européenne), die in 1993 onder de koepel van de Europese Unie zijn gebracht.
Het EU-recht heeft veel invloed op het dagelijks leven van de burgers van de Europese Unie. Aanvaarding en invoering van dit omvangrijke en gedetailleerde rechtspakket is een van de voorwaarden voor niet EU-staten voor het lidmaatschap van de Europese Unie en maakt als zodanig deel uit van de zogenaamde criteria van Kopenhagen. Kandidaat-lidstaten treden ook toe tot de aangenomen verklaringen, resoluties, besluiten en overeenkomsten die op de Unie betrekking hebben. Veel daarvan moet worden omgezet in nationale wetgeving of heeft "rechtstreekse werking" en moet als zodanig door nationale rechters worden toegepast.

## Geschiedenis
Na de Tweede Wereldoorlog bestond in Europese landen die tot beide zijden van de oorlogsvoerende partijen hadden gehoord, breed een ideaal van "Europese eenwording", zowel bij een groot deel van de bevolking, als in de politiek, de wetenschap en het bedrijfsleven. Deze zou veel verder moeten strekken dan alleen samenwerking op economisch gebied. Met het realiseren van wat tegenwoordig het EU-recht is, zijn verschillende Europese staten vanaf de jaren 1950 stap voor stap een steeds vedergaand samenwerkingsverband aangegaan, waarbij ook steeds weer nationale bevoegdheden zijn overgedragen naar het samenwerkingsverband, daar sloten zich steeds meer staten bij aan.
Oorspronkelijk doel van samenwerking van de zes oprichtingsstaten, België, de West-Duitsland, Italië, Frankrijk, Luxemburg en Nederland, was een diplomatieke vorm van controle te hebben over de delving en verwerking van de belangrijkste grondstoffen voor de wapenindustrie, kolen en staal en voor deze grondstoffen een interne markt zonder belemmeringen mogelijk te maken. Men wilde zo een nieuwe wapenwedloop tussen Frankrijk en Duitsland helpen voorkomen. Door de oude geopolitieke kemphanen Frankrijk en Duitsland in één handelsunie samen te brengen, hoopte men ook de vijandschap te verkleinen. Dat gebeurde in 1952 met oprichting van de Europese Gemeenschap voor Kolen en Staal. Deze internationale organisatie kreeg van de lidstaten een gemeenschappelijk orgaan met supranationale bevoegdheden, de Hoge Autoriteit. Daarvoor was een overdracht van staatsrechtelijke bevoegdheden nodig van de lidstaten aan de nieuwe organisatie. Dat was de eerste grote stap in de vorming van gemeenschapsrecht.
Volgende stap was het creëren van een interne markt en samenwerking op het gebied van atoomenergie, daartoe werden in 1958 de Europese Economische Gemeenschap en de Europese Gemeenschap voor Atoomenergie opgericht. Opzet van de zes lidstaten bij de stichting, vastgehouden in het Verdrag van Rome (1957), was vooral om een sterk economisch samenwerkingsverband te creëren om zo de slechte economische tijden van de Tweede Wereldoorlog achter zich te laten. Europese samenwerking was een voorwaarde van de Verenigde Staten om in aanmerking te komen voor financiële steun uit het Marshallplan.
Na de fundamenten te hebben gelegd voor een interne markt van de oorspronkelijke zes lidstaten, en toetreding van zes nieuwe staten, werd met meer nadruk gewerkt aan de idee van een Europese Unie die veel meer zou omvatten dan alleen economische aspecten. Met het Verdrag betreffende de Europese Unie (Verdrag van Maastricht, 1992) gaven de lidstaten een deel van hun soevereiniteit op, verleenden het Europees Parlement wetgevende macht en besloten op termijn de euro als gezamenlijke munt in te voeren. De naam van Europese Economische Gemeenschap werd veranderd in Europese Gemeenschap. Doel van de opeenvolgende verdragen van Amsterdam (1997), van Nice (2001) en het Lissabon (2007) was het op gang gebrachte proces uit te werken en te intensiveren om de doeltreffendheid en democratische legitimiteit te versterken en het optreden van de lidstaten samenhangender te maken. De naam werd veranderd in Europese Unie.

## Voetnoten
1. ↑  Feitsma, Guido, Samenvatting hoorcolleges  inleiding internationaal en Europees recht. studeersnel.nl (2019). Geraadpleegd op 21 september 2023.
2. ↑  Koen Lenaerts en Piet Van Nuffel, Europees recht, 2011, p. 65
3. ↑  De geschiedenis van de EU, de pioniers van de EU | Europese Unie. european-union.europa.eu. Geraadpleegd op 26 januari 2024.
4. ↑  Verdrag van Parijs (1951) en de EGKS. Historiek (26 april 2022). Geraadpleegd op 26 januari 2024.
5. ↑  Zie de preambule bij het Verdrag tot wijziging van het Verdrag betreffende de Europese Unie en het Verdrag tot oprichting van de Europese Gemeenschap - online publicatie (PDF)